# Quinteto Armorial (álbum)
Quinteto Armorial é o terceiro disco do grupo nordestino de música instrumental Quinteto Armorial. Foi lançado em formato LP em 1978 pelo selo Marcus Pereira.

## Faixas
| Lado A |                                                                                      |                                                           |         |  |
| N.º    | Título                                                                               | Compositor(es)                                            | Duração |  |
| 1.     | "Baque de Luanda"                                                                    | Antônio José Madureira                                    | 3:56    |  |
| 2.     | "Romance da Nau Catarineta"                                                          | Recriação de temas de chegança por Antônio José Madureira | 3:46    |  |
| 3.     | "Toque dos Caboclinhos"                                                              | Folclore Popular                                          | 2:55    |  |
| 4.     | "Entremeio para Rabeca e Percussão - 4.1 - "Cortejo" - 4.2 - "Baiano" - 4.3 - "Boi"" | Antônio Carlos Nóbrega                                    | 6:54    |  |

| Lado B         | |                                                            |         |  |
| N.º            | Título | Compositor(es)                                             | Duração |  |
| 5.             | "Ária (Cantilenas de Bachianas Brasileiras nº 5)" | Heitor Villa-Lobos, Transcrição por Antônio José Madureira | 4:50    |  |
| 6.             | "Toque para Marimbau e Orquestra - 6.1 - "1º Movimento: Galope à Beira-mar" - 6.2 - "2º movimento: Bendito de Romeiros" - 6.3 - "3º movimento: Marcha rural "" | Antônio José Madureira                                     | 11:26   |  |
| Duração total: | Duração total: | Duração total:                                             | 33:24   |  |

## Créditos Musicais
- Antônio José Madureira - Viola caipira
- Egildo Vieira do Nascimento - Pífano e Flauta
- Antônio Nóbrega - Rabeca e Violino
- Edison Eulálio Cabral - Violão
- Fernando Torres Barbosa - Percussão